# Leucon craterus
Leucon craterus är en kräftdjursart som beskrevs av Bishop 1981. Leucon craterus ingår i släktet Leucon och familjen Leuconidae. Inga underarter finns listade i Catalogue of Life.